# Чугунівка (пункт контролю)
50°10′57″ пн. ш. 37°36′34″ сх. д. / 50.18250° пн. ш. 37.60944° сх. д.
Чугуні́вка — пункт пропуску через державний кордон України на кордоні з Росією. Через пропускний пункт здійснюється лише автомобільний вид пропуску.
Розташований у Харківській області, Великобурлуцький район, поблизу села Чугунівка, на автошляху Т 2104. З російського боку розташований пункт пропуску «Веригівка», Валуйський район Бєлгородської області, у напрямку Валуйок.
Вид пропуску — автомобільний. Статус пункту пропуску — міждержавний.
Характер перевезень — пасажирський, вантажний.
Окрім радіологічного, митного та прикордонного контролю, автомобільний пункт пропуску «Чугунівка» може здійснювати фітосанітарний, екологічний та ветеринарний контроль.